# Juan José Cobo
Juan José Cobo Acebo (Cabezón de la Sal, 11 febbraio 1981) è un ex ciclista su strada spagnolo, professionista dal 2004 al 2014.
Si era aggiudicato la Vuelta a España 2011, vittoria revocata otto anni dopo dall'Unione Ciclistica Internazionale per doping.

## Carriera
Dopo una stagione tra i dilettanti nella quale ottenne numerose vittorie anche in gare open, esordì come professionista nel 2004, nella Saunier Duval-Prodir di Mauro Gianetti. Conquistò le prime vittorie nel 2007, quando vinse due tappe e la classifica finale della Vuelta al País Vasco. L'anno successivo riuscì ad aggiudicarsi un paio di frazioni in competizioni a tappe minori e si classificò al secondo posto nella decima tappa del Tour de France, dietro al compagno di squadra Leonardo Piepoli, che tuttavia risultò positivo ai controlli antidoping effettuati nel corso della stessa competizione. Nel 2009 ottenne una vittoria di tappa in un Grande Giro, trionfando nella diciannovesima tappa della Vuelta a España; l'anno dopo gareggiò per la Caisse d'Epargne di Eusebio Unzué.
Nel 2011 ritornò sotto la guida del direttore sportivo Mauro Gianetti, accasandosi alla Geox-TMC, già Saunier Duval. Nel settembre di quell'anno si aggiudicò la quindicesima tappa della Vuelta a España, quella con l'arrivo solitario in cima all'Angliru: ottenne così la maglia rossa di leader della classifica generale. Difese il primato fino al termine della corsa, vincendo così il suo primo Grande Giro. Sul podio di Madrid precedette di appena 13 secondi Chris Froome e di oltre un minuto e mezzo Bradley Wiggins. Oltre alla maglia rossa si aggiudicò anche la maglia bianca della classifica combinata.
Nel 2012, complice la chiusura della Geox-TMC, si accasò alla Movistar, rientrando alla corte di Unzué. In stagione non andò però oltre un decimo posto ai campionati spagnoli a cronometro e la vittoria nella cronometro a squadre alla Vuelta a España (in cui concluse lontano dai migliori, 67º), complice anche un'infezione orale che lo aveva colpito in estate. Anche l'anno dopo, nel 2013, escludendo il secondo posto ottenuto nella cronometro a squadre di Ischia al Giro d'Italia, non colse alcun risultato di rilievo.
Nel 2019 è stato squalificato per tre anni dal Tribunale anti-doping dell'UCI per uso di sostanze proibite, in base alle irregolarità trovate sul suo passaporto biologico nel 2009 e nel 2011; di conseguenza, sono stati cancellati i suoi risultati ottenuti ai campionati del mondo 2009, alla Vuelta a España 2009 e alla Vuelta a España 2011.

## Palmarès
- 2003 (Dilettante)

Campionati spagnoli, Prova a cronometro dilettanti
2ª tappa Bidasoa Itzulia
4ª tappa, 2ª semitappa Bidasoa Itzulia
5ª tappa, 2ª semitappa Vuelta a Navarra
- 2007

1ª tappa Vuelta al País Vasco
5ª tappa Vuelta al País Vasco
Classifica generale Vuelta al País Vasco
- 2008

5ª tappa Vuelta a Burgos
9ª tappa Giro del Portogallo (Fafe > Mondim de Basto)
10ª tappa Tour de France (Pau > Hautacam)
- 2009

4ª tappa Vuelta a Castilla y León (Santa María del Páramo > Laguna de los Peces)
19ª tappa Vuelta a España (Avila > La Granja)
- 2011

15ª tappa Vuelta a España (Avilés > Angliru)
Classifica generale Vuelta a España
- 2014

3ª tappa Vuelta a Guatemala

### Altri successi
- 2008

Classifica scalatori Vuelta a Burgos
- 2011

Classifica combinata Vuelta a España

## Piazzamenti

### Grandi Giri
- Giro d'Italia

2005: ritirato (14ª tappa)
2013: 116º
- Tour de France

2007: 20º
2008: ritirato
2012: 30º
- Vuelta a España

2006: ritirato (9ª tappa)
2009: 10º
2011: vincitore revocato
2012: 67º

### Classiche monumento
- Liegi-Bastogne-Liegi

2006: 45º
2007: 9º
- Giro di Lombardia

2009: 9º
2012: ritirato

### Competizioni mondiali
- Campionati del mondo

Mendrisio 2009 - In linea: ritirato
Mendrisio 2009 - Cronometro: 42º